# Petrislav de Doclea

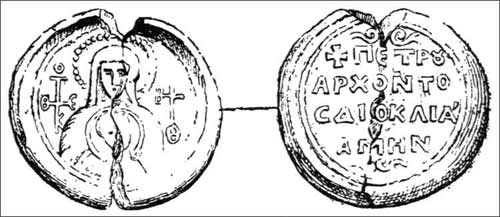
Sello de Pedro de Doclea

Petrislav (serbio cirílico : Петрислав) fue rey de Doclea (o Duklja), el más poderoso principado serbio de la época, hasta su muerte en torno a 1000. No se sabe cuándo comenzó su reinado. La única fuente conservada medieval que menciona a Petrislav es la Crónica del Sacerdote de Duklja . Los historiadores lo identifican con Pedro de Diokleia cuyo sello fue hallado en el siglo XIX, lo que confirma su existencia por fuentes históricas primarias.
Según la crónica, después de la muerte de Tihomir de Rascia, el imperio se dividió entre sus tres hijos: Petrislav gobernó Zeta, mientras Dragimir gobernó Travunia y Zahumlia (al oeste) y Miroslav gobernó Podgoria (al norte). Después de la muerte de Miroslav, Petrislav, como el mayor de los hermanos, heredó su tierra, con lo que el conjunto de Doclea (Zeta y Podgoria) quedó bajo su gobierno.
Petrislav fue enterrado en la Iglesia de la Santísima Virgen en Krajina. Fue sucedido por su hijo Jovan Vladimir.